# Nucli antic de Cardona
El nucli antic de Cardona és un conjunt històric protegit com a Bé Cultural d'Interès Nacional de la vila de Cardona (Bages).

## Descripció
El castell de Cardona fou ocupat per Lluís el Pietós l'any 798 on hi organitzà una plaça forta perduda durant la revolta d'Aissó (826) i que no fou repoblada fins que Guifré el Pelós l'ocupà de nou.
Borrell II atorgà l'any 986 una interessant Carta de poblament. Poques restes queden del castell i de la seva primera església. L'any 1040 es consagrava de nou l'església de Sant Vicenç. La vila de Cardona començà a créixer espectacularment al voltant de la primera església de Sant Miquel: el carrer Major, el carrer Graells, Cascalls, el Portal de Barcelona, el Portal de Graells, etc. en són testimoni. L'any 1398 es consagrava la nova església de Sant Miquel i Santa Eulàlia, l'Hospital de Sant Jaume, les ampliacions del Castell (Palau Comtal, Claustre Gòtic, Capella de Sant Ramon, etc.) dels comtes de Cardona (títol atorgat el 1375), enaltits a Ducs des de 1491.
El castell fou ampliat considerablement a partir de la Guerra dels Segadors i sobretot des de 1794 en què fou convertit en caserna.